# Елизаветовка
Елизаветовка (на украински: Єлизаветівка, на руски: Елизаветовка) е село в Украйна, разположено в Приморски район, Запорожка област. През 2001 година населението му е 932 души.